# 나시 고렝 캄풍

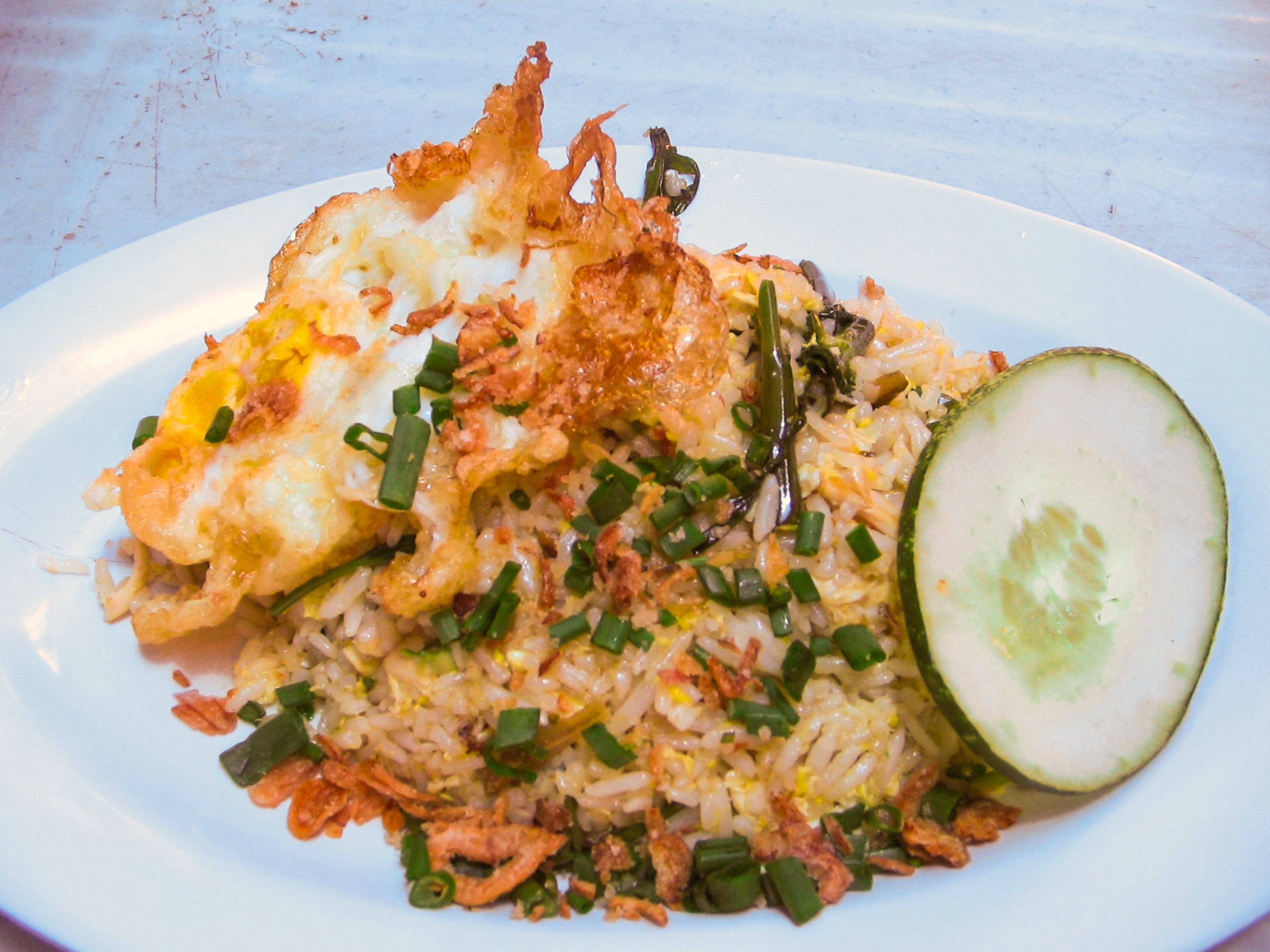
나시 고렝 캄풍

나시 고렝 캄풍(말레이어: nasi goreng kampung)은 말레이시아의 볶음밥(나시 고렝)이다. "시골 볶음밥"이라는 뜻으로, 흔한 가정식이며, 길거리 음식 매대에서도 흔히 볼 수 있다. 이웃 국가인 태국과 인도네시아에서도 즐겨 먹는다. 마늘, 샬롯, 멸치, 공심채, 새눈고추 등이 흔히 재료로 들어가며, 매콤하다. 오이, 달걀 프라이, 상추, 토마토, 크로폭, 삼발 등과 함께 낸다.